# Radziszów Centrum
Radziszów Centrum – przystanek kolejowy w Radziszowie, w województwie małopolskim, w powiecie krakowskim, włączony do użytku 15 grudnia 2019. Został wybudowany w ramach modernizacji linii kolejowej Kraków-Zakopane.

## Ruch pasażerski
| Rok  | Wymiana pasażerska na dobę |
| ---- | -------------------------- |
| 2017 | –                          |
| 2022 | 20-49                      |

Peron jest dostępny dla osób z niepełnosprawnościami za pomocą pochylni.